# ما هوانهوان
ما هوانهوان (انگلیسی: Ma Huanhuan؛ زادهٔ ۱۳ ژانویهٔ ۱۹۹۰) بازیکن زن واترپلو اهل چین است.
وی در مسابقات کشوری و بین‌المللی در مجموع برندهٔ ۲ مدال طلا، ۱ مدال نقره، ۱ مدال برنز شده‌است.